# امیر جوشقانی
امیر جوشقانی (زاده ۱۳۵۳) بازیگر و گوینده دوبلاژ و مجری رادیو تلویزیون و نویسنده اهل کشور ایران است.

## زندگی‌نامه
امیر جوشقانی متولد ۲۷ تیرماه ۱۳۵۳ است. او یکی از سرشناس‌ترین گویندگان رادیو و مجریان برنامه‌های مختلف تلویزیونی است. وی دارای مدرک تحصیلی مهندسی صنایع و مدیریت صنعتی در مقطع کارشناسی است و با این که تحصیلاتش در مقطع کارشناسی ارشد در رشته مدیریت برنامه‌ریزی ناتمام ماند، اما توانست تحصیلات خود را در مقطع دکتری، در رشته مدیریت کسب و کار (DBA) با گرایش استراتژیک، در دانشگاه علامه طباطبائی در سال ۱۴۰۰ به اتمام برساند. وی از اوایل دهه هفتاد پس از قبولی در تست صدا، با عنوان هنرپیشه رادیویی در گروه نمایش رادیو (که بعدها به اداره کل و شبکه رادیویی نمایش تغییر نام داد) مشغول بکار شد. در مدت کوتاهی تبدیل به یکی از بهترین بازیگران نمایش رادیویی شد که توانست بعنوان جوان اول در نمایش‌های مطرح رادیویی و در کنار کارگردانان بنام و پر آوازه رادیو همچون بهزاد فراهانی، خسرو فرخزادی، صدرالدین شجره، ژاله علو، همایون ایرانپوی، میکاییل شهرستانی، حمید منوچهری، اکبر زنجانپور، علی عمرانی و مجید حمزه و جواد پیشگر و … حضور پیدا کند و آثاری مانند :هملت، شاه لیر، رام کردن زن سرکش، شرق بهشت، دزیره، سپتامبر زیبای من، کازابلانکا، شوخی، بادبادک باز، محله چینی‌ها، قطار ارواح و … را در کارنامه خود ثبت نماید و موفق شد جوایز ارزشمند جشنواره‌های داخلی و بین‌المللی را بخود اختصاص دهد. 
در سال ۱۳۷۳ برای اجرای برنامه «فصل گرم» تولید شبکه سوم سیما انتخاب شد که برنامه ای تولیدی بود. برای اولین بار روی آنتن زنده شبکه یک با برنامه «تا مهر» به تهیه کنندگی امیرحسین خرمشاهی اجرای زنده در تلویزیون را تجربه کرد که همچنان ادامه دارد. از آخرین اجراهای زنده او می‌توان به جشنواره برنامه‌های تلویزیونی در سال ۱۳۹۷اشاره کرد که حواشی فراوانی هم به دنبال داشت همزمان علاوه بر اجرای تلویزیون به نویسندگی برای رادیو و گویندگی دوبله فیلمهای سینمایی و سریال‌های تلویزیونی مشغول بود. 
در رادیو نیز گویندگی و بازیگری نمایش را ادامه داد. همکاری با کارگردانانی مانند عبدالحسن برزیده، منوچهر عسگری نسب، بهمن زرین پور، مجتبی یاسینی، مجید بهشتی، مهرداد غفارزاده، اصغر توسلی و… برایش بسیار با ارزش بود. تعدادی از سریالهایی که در آنها به ایفاء نقش پرداخته عبارتند از «خشت خام»، «جادوی مهتاب» ،”فصل رویش”، «زیر گنبد کبود» ،”لانه شیطان”(که توقیف شد)، ”طفلان مسلم”، ”در انتظار ظهور”،”ایستگاه”، ”سیاه مثل سفید” و چندین سریال و تله فیلم و تله تأتر دیگر …
از شاخص‌ترین برنامه‌هایی که در تلویزیون اجرا کرد”تا مهر”، «ایران ما»، «روی خط مهر»، «حماسه مهر» ،”پنج به اضافه شب”، ”مسابقه زنده تلفنی” «با شماً و فصل گرم»، «ساعت به وقت جوانی» ،”جشن رمضان”و…
انرژی و سبک اجرای امیر جوشقانی موجب شد سالها مجری برنامه‌های زنده صبحگاهی در شبکه‌های مختلف تلویزیون مانند «صبح‌بخیر ایران» شبکه یک، «سلام تهران» شبکه پنج، «تصویر زندگی» ً «خونه زندگی» شبکه دو و «سلام صبح بخیر» شبکه جهانی جام جم فعالیت چشمگیری داشته باشد.
حضورش در تلویزیون موجب شد تا سال‌ها اجرای جشنواره‌های تابستانی کیش را بر عهده گیرد. علاوه بر کار اجرا و بازیگری در رادیو، کلاس گویندگی دوبلاژ را نزد اساتید
رفعت هاشم پور، محمود قنبری و غلامعلی افشاریه به پایان برد و در انجمن گویندگان و سرپرستان گفتار فیلم خانه سینما و واحد دوبلاژ تلویزیون به فعالیت پرداخت. از آثار ماندگار او در عرصه دوبله می‌توان به مجموعه‌های خارجی «عامل ناشناخته» و «کارگاه پلیس» اشاره کرد. از آثار داخلی نیز دوبله سریالهایی مانند”ستاره سهیل” «مدار صفر درجه» با مدیریت دوبلاژ آقای بهرام زند و حضور در دوبله بسیاری از فیلمها به مدیریت استاد جلال مقامی استاد خسرو خسروشاهی استاد زهره شکوفنده استاد عباس نباتی و استاد فریب شاهین مقدم و …
در کارنامه این هنرمند دیده می‌شود.
اخیراً و با مطرح شدن رسانه‌های دیجیتال ضبط کتابهای صوتی نیز از دیگر فعالیتهای زندگی حرفه ای او بشمار می‌رود. از افتخارات امیر جوشقانی تقدیر در مراسم اختتامیه جشنواره نمایشهای رادیویی و کسب عنوان بهترین بازیگر نقش اول مرد در جشنواره تئاتر فجر و کسب عنوان بازیگر برتر رادیو است، دریافت تندیس ویژه مراسم «شب بازیگر» از طرف مرکز هنرهای نمایشی وزارت فرهنگ و ارشاد اسلامی، کسب عنوان بهترین بازیگر نقش اول در جشنواره‌های رادیویی …
وی سال‌های متمادی از برنامه سازان و مجریان برنامه‌های شبکه جام جم مانند؛ چشم‌انداز و شب یلدای ایرانی، همراه ایرانیان و … بود و از طرف شبکه جهانی جام جم به میان ایرانیان مقیم خارج از کشور از جمله مانند فرانسه، اسپانیا، آلمان، جمهوری چک، پرتغال و… سفر نمود.

## کتاب‌های صوتی
- راه عشق (زندینامه ماهاتما گاندی)
- مردی با کت قهوه‌ای
- تنهای تنها
- بیداری
- بیشعوری (خاویر کرمنت)

## نمایش‌های رادیویی
- رقصنده در باد
- شاه لیر
- مردی که می‌خندد
- دخو (علی‌اکبر دهخدا)
- بی‌مرگان
- خنده در تاریکی
- پرندۀ بی‌قرار
- رام کردن زن سرکش
- سربازهای چوبی
- شعبده‌باز
- عقرب‌زدگان
- شرق بهشت
- دزیره (ناپلئون بناپارت)
- شاهزاده سرخ‌پوش
- یازده، نُه، صفر، یک (یازدهم سپتامبر ۲۰۰۱)
- عروس مرده (نویسنده، کارگردان و گوینده)
- یاد ایام
- ایستگاه

## فیلم‌شناسی

### مجموعه‌های تلویزیونی و سریال‌ها
- با طراوت
- لانه شیطان
- خشت خام
- جادوی مهتاب
- زیر گنبد کبود
- تا مهر
- ایران ما
- روی خط مهر
- حماسه مهر
- با شما
- فصل گرم
- ساعت به وقت جوانی
- برنامه صبحگاهی «صبح بخیر ایران»
- طفلان مسلم
- ایستگاه
- سیاه مثل سفید
- تا انتها حضور
- این یک دادگاه نیست
- جمعه‌ها با شبکه ۲
- گلشن معرفت
- فصل رویش
- سلام تهران
- خیابان جام جم
- همراه ایرانیان
- چشم‌انداز
- تصویر زندگی
- قطره قطره تا دریا